# Инкская горлица
Инкская земляная горлица, или Земляная горлица-инка,  или Воробьиная земляная горлица,  (лат. Columbina inca,  Син.: Scardafella inca) — вид птиц семейства голубиных. Род Земляные горлицы (лат. Columbina). Занесён в Красную книгу МСОП, как вид, вызывающий наименьшие опасения (LC). Распространён на территории Гватемалы, Гондураса, Коста-Рики, Мексики, Никарагуа, Сальвадора и на юго-западе США. Несмотря на своё название, птица не обитает и не обитала на территории империи инков.
Размер горлицы составляет 16,5–23 см в длину. Вес — 30-58 грамм. Имеют серо-коричневое оперением с контуром. Хвост длинный и квадратный, обрамленный белыми перьями, которые заметны при полете. Под крыльями окрас перьев красноватый, как и у других земляных горлиц. При взлете крылья производят характерный тихий дребезжащий шум.
Обитают стаями. Природным ареалом являются кустарниковые степи, где они питаются семенами. Нередко за кормом прилетают в города и села.
Пение птицы представляет собой громкое воркование, звучащее как «каул-ку» или «пу-пап». Зимой ночуют вместе, прижимаясь друг к другу и создав «пирамиду», что позволяет им сохранить тепло. В «пирамиды» могут входить до двенадцати птиц.
Самцы и самки возводят свои гнезда совместно на деревьях и в кустарниках. Гнёзда из веток, травы, листьев, уплотняются экскрементами птенцов.